# Copa da Albânia 2010-11
A Kupa e Shqipërisë 2010-11 é a 59ª edição da copa anual da Albânia. Ela começou em 21 de setembro de 2010, com a primeira ronda preliminar. O ganhador da competição se classificará para a segunda fase eliminatória da Liga Europa da UEFA. Besa Kavajë defende o título, tendo ganho o seu segundo título na temporada passada.
Os jogos são disputados no formato de jogos de ida e volta. Se houver empate na soma de gols, avança quem tiver mais gols fora de casa. Se os número de gols fora de casa forem iguais em ambos os jogos, o jogo é decidido com tempo extra e disputa de pênaltis, se necessário.

## Fase Preliminar
Para reduzir o número de participantes para 32, um torneio prelimiar foi jogado. Somente times da Kategoria e Dytë (terceiro nível) disputaram-no. Os times de cada grupo fizeram o seu próprio campeonato. Diferentemente do torneio principal, o torneio preliminar foi disputado em formato de jogos simples.

## Primeira fase preliminar
Os jogos foram disputados em 21 de setembro de 2010.
| Equipe 1            | Total | Equipe 2           | 1.º jogo | 2.º jogo |
| ------------------- | ----- | ------------------ | -------- | -------- |
| Erzeni Shijak       | 4-1   | Veleçiku Koplik    | 4-1      | -        |
| Memaliaj            | 2-0   | Himarë             | 2-0      | -        |
| Skrapari            | 3-1   | Olimpik Tirana     | 3-1      | -        |
| Albpetrol Patos     | 0-2   | Butrinti Sarandë   | 2-0      | -        |
| Luzi 2008           | 2-0   | Iliria Fushe Krujë | 0-2      | -        |
| Turbina Cërrik      | 1-3   | Sukthi             | 1-3      | -        |
| Domosdova Përrenjas | 2-0   | Delbina            | 2-0      | -        |
| Sopoti Librazhd     | 2-0   | Tepelena           | 2-0      | -        |

## Segunda fase preliminar
Os jogos foram disputados em 28 de setembro de 2010.
| Equipe 1        | Total | Equipe 2            | 1.º jogo | 2.º jogo |
| --------------- | ----- | ------------------- | -------- | -------- |
| Skrapari        | 2-0   | Erzeni Shijak       | 2-0      | -        |
| Memaliaj        | 1-0   | Butrinti Sarandë    | 1-0      | -        |
| Luzi 2008       | 2-1   | Sukthi              | 2-1      | -        |
| Sopoti Librazhd | 1-0   | Domosdova Përrenjas | 1-0      | -        |

## Primeira fase
Todos os 12 times de da Kategoria Superiore 2010-11 e os 14 da  Kategoria e Parë 2010-11 (2ª nível) integraram esta rodada, junto com os quatro ganhadores da ronda preliminar. Os primeiros jogos foram disputados em 19 de outubro de 2010 e os segundos jogos em 2 de novembro de 2010.
| Equipe 1              | Total | Equipe 2         | 1.º jogo | 2.º jogo |
| --------------------- | ----- | ---------------- | -------- | -------- |
| Luzi 2008             | 2-10  | Dinamo Tirana    | 0-3      | 2-7      |
| Skrapari              | 0-5   | Tirana           | 0-1      | 0-4      |
| Tomori Berat          | 2-4   | Flamurtari Vlorë | 0-0      | 2-4      |
| Vlora                 | 1-7   | Shkumbini Peqin  | 0-3      | 1-4      |
| Bilishit Sport        | 2-4   | Kastrioti Krujë  | 2-2      | 0-2      |
| Besëlidhja Lezhë      | 1-7   | Bylis Ballsh     | 1-3      | 0-4      |
| Ada Velipojë          | 2-1   | Apolonia Fier    | 2-1      | 0-0      |
| Memaliaj              | 3-4   | Laçi             | 1-1      | 2-3      |
| Partizani Tirana      | 0-1   | Kamza            | 0-1      | 0-0      |
| Sopoti Librazhd       | 2-10  | Besa Kavajë      | 0-3      | 2-7      |
| Tërbuni Pukë          | 1-6   | Vllaznia Shkodër | 1-1      | 0-5      |
| Adriatiku Mamurrasi   | 3-4   | Teuta Durrës     | 2-3      | 1-1      |
| Burreli               | 3-4   | Skënderbeu Korçë | 2-2      | 1-2      |
| Gramshi               | 1-2   | Elbasani         | 0-0      | 1-2      |
| Luftëtari Gjirokastër | 1-2   | Gramozi Ersekë   | 0-0      | 1-2      |
| Lushnja               | 4-2   | Pogradeci        | 0-1      | 4-1      |

## Segunda fase
Integram esta fase os 16 ganhadores da anterior.
| Equipe 1         | Total | Equipe 2        | 1.º jogo | 2.º jogo |
| ---------------- | ----- | --------------- | -------- | -------- |
| Dinamo Tiranë    | 5-2   | Kamza           | 3-2      | 2-0      |
| Tiranë           | 5-2   | Ada Velipojë    | 3-0      | 2-2      |
| Flamurtari Vlorë | 0-1   | Bylis Ballsh    | 0-0      | 0-1      |
| Besa Kavajë      | 1-0   | Lushnja         | 0-0      | 1-0      |
| Laçi             | 6-2   | Gramozi Ersekë  | 2-2      | 4-0      |
| Vllaznia Shkodër | 5-0   | Elbasani        | 1-0      | 4-0      |
| Kastrioti Krujë  | 3-5   | Shkumbini Peqin | 1-3      | 2-2      |
| Skënderbeu Korçë | 2-0   | Teuta Durrës    | 0-0      | 2-0      |

## Quartas-de-Final
Integram esta fase os 8 ganhadores da anterior.
| Equipe 1         | Total      | Equipe 2      | 1.º jogo | 2.º jogo     |
| ---------------- | ---------- | ------------- | -------- | ------------ |
| Vllaznia Shkodër | 6-2        | Laçi          | 2-0      | 4-2          |
| Bilisht Sporti   | 3-6        | Tiranë        | 2-1      | 1-5          |
| Shkumbini Peqin  | 3-3 (8-9p) | Dinamo Tiranë | 2-1      | 1-2 (d.t.e.) |
| Skënderbeu Korçë | 3-5        | Besa Kavajë   | 1-3      | 2-2          |

## Semi-finais
Integram esta fase os 4 ganhadores da anterior.
| Equipe 1 | Total | Equipe 2 | 1.º jogo | 2.º jogo |
| -------- | ----- | -------- | -------- | -------- |
| -        | -     | -        | -        | -        |
| -        | -     | -        | -        | -        |

## Final
| Equipe 1 | Total | Equipe 2 | 1.º jogo | 2.º jogo |
| -------- | ----- | -------- | -------- | -------- |
| -        | -     | -        | -        | -        |

| Copa da Albânia 2010-11 |
| ----------------------- |
| A definir               |